# Papita, maní, tostón
Papita, Maní, Tostón es una película venezolana de comedia escrita y dirigida por Luis Carlos Hueck. Protagonizada por Juliette Pardau y Jean Pierre Agostini, narra el encuentro entre un seguidor de los Leones del Caracas y una seguidora de los Navegantes de Magallanes, dos equipos de béisbol que son eternos rivales en ese país.

## Argumento
La película gira en torno a Andrés, protagonizado por Jean Pierre Agostini, es un fan empedernido de los Leones del Caracas, uno de los principales equipos de béisbol de Venezuela. Por otro lado se encuentra Julissa, interpretada por Juliette Pardau, que es una fanática de los Navegantes del Magallanes, el equipo rival. 
La historia comienza cuando Andrés llega tarde a su entrevista de trabajo y es rechazado por parte de su amigo argentino Leonel por no haber llegado a tiempo. A súplicas de Andrés, Leonel le da un trabajo como teleoperador de líneas calientes exclusivamente para hombres, por lo que Andrés acepta a regañadientes. Mientras tanto, Julissa tiene una reunión oficial para presentar su idea de construir un campo de béisbol para los niños con discapacidad. Sin embargo, todos lo toman como una broma y su propuesta es rechazada.
Un día, Andrés consigue al finalizar su trabajo como teleoperador, unas entradas para ver el partido en la zona VIP del Estadio Universitario de Caracas, donde se enfrentarían los Leones con los Navegantes, aunque para su sorpresa, esta resulta ser la zona VIP del Magallanes; allí se encuentra y conoce a Julissa, quien inmediatamente se enamora profundamente de ella, también conoce a su padre, Vicente Gallanes, interpretado por José Roberto Díaz, quién es una persona importante dentro del equipo del Magallanes. Andrés invita a cenar a Julissa y van a comer sushi por idea de Julissa, comida que a Andrés no le gusta, a pesar de que Andrés no tenía para pagar la cuenta, el mesero se lo deja gratis ya que resulta ser una de las personas que lo llamó durante su trabajo como teleoperador. Esa misma noche, Julissa estando muy ebria invita a Andrés a su casa, y cuando estaban a punto de hacer el amor, se asusta porque el cuarto de Julissa está lleno de muchos afiches y objetos relacionados al equipo del Magallanes. Al día siguiente, Julissa deduce que Andrés es de los Leones del Caracas ya que recuerda que en un juego anterior, él le había quitado una pelota que ella estuvo a punto de atrapar, por lo que va con Andrés y le dice que lo ama sin importar de que sea del equipo contrario. 
Andrés y Julissa empiezan a vivir un romance donde ambos tendrán que fingir ser del equipo contrario, confundiendo y enfadando a sus familiares y amigos, en uno de esos momentos, Felipe, el hermano de Andrés, descubre a su hermano con la camisa del equipo contrario y lo termina golpeando; el abuelo de Andrés, interpretado por Miguel Ángel Landa, se molesta mucho porque su nieto está con una chica del equipo contrario, por lo que echa a Andrés de la casa por unos días, y cuando Andrés regresa, su abuelo no le dirige la palabra en ningún momento, por lo que decide terminar su relación con Julissa para poder reconciliarse con su abuelo, a pesar de que esto termina destrozando sus corazones debido a lo enamorados que estaban el uno con el otro, después de esto, Julissa se entera de que está embarazada de Andrés.
Tiempo después del año nuevo, Andrés, mientras comía perro caliente con su hermano y amigos, es animado por ellos y le dicen que no se de por vencido de ya no estar con Julissa a pesar de ser de equipos diferentes, decidido, Andrés va a buscar a Julissa para decirle que la ama y que quiere estar con ella para siempre, durante una fiesta que se estaba realizando en la casa de Julissa, Andrés confiesa su amor por Julissa en público con un micrófono y también revela que es de los Leones del Caracas, Julissa se acerca y le dice que también lo ama, sin embargo, Vicente Gallanes los persigue después de haberse enterado de que Andrés es del equipo contrario, por lo que Andrés se lleva a Julissa y corren por la autopista en el Fiat Tucán de Andrés mientras que son perseguidos por el padre de Julissa, durante la persecución, Andrés y Julissa son arrollados por un camión, dejándolos muy malheridos. 
En el hospital, Andrés despierta, pero Julissa comienza a perder el pulso hasta morir, Andrés llora por ella, se le acerca y le dice que siempre la va a amar, milagrosamente, Julissa recupera el pulso gracias a las palabras de Andrés, sobreviviendo. Tiempo después, Andrés ayuda a Julissa a construir el campo de béisbol para los niños con discapacidad, en el primer juego, Andrés le propone matrimonio a Julissa y se casan, Julissa da luz a un bebé al que llaman Carlos y prometen que siempre se amarán sin importar del equipo que sean, terminando la película.

## Elenco
- Jean Pierre Agostini - Andrés
- Juliette Pardau - Julissa
- Miguel Ángel Landa - Abuelo
- Vicente Peña - Eduardo
- Vantroy Sánchez - Ricardo
- Juan Andrés Belgrave - Felipe
- José Roberto Díaz - Vicente Gallanes
- Antonieta Colón - Tita
- Elias Muñoz - Camacho Magallanero
- Ana Karina Terrero - Chachi
- Amanda Key - Yesaidu
- Emilio Lovera - Vendedor de perro caliente
- Ruggiero Orlando - Tato
- José Quijada - Augusto
- Mascioli Zapata - 777

La película contó también con la participación especial del narrador deportivo Pepe Delgado Rivero, de quien se obtuvo el título de la película tomado de una de sus frases más célebres.

## Recepción
«Papita, Maní, Tostón» se convirtió en la cinta más taquillera en la historia del cine venezolano, tras alcanzar 1 979 917 espectadores. La noticia fue dada a conocer por el Centro Nacional Autónomo de Cinematografía de Venezuela a través de la red social Twitter. La ópera prima de Luis Carlos Hueck superó a las cintas «Homicidio culposo», estrenada en 1984 y vista por 1 335 252 espectadores, y «Macu, la mujer del policía», estrenada en 1987 y vista por 1 180 621 espectadores.
Luego se anunció que fue la segunda película más taquillera en el país, tras alcanzar más de 1 840 281 espectadores, solamente superada por «Titanic», de 1997.
Es la película venezolana más taquillera de la historia: recaudó un total de 15 665 693 de dólares a nivel nacional estando 32 semanas en 51 salas de exhibición.[cita requerida]

### Crítica
La película tiene las siguientes calificaciones: 6,6/10 de la votación de más de 560 usuarios en IMDb, 5,7/10 de la votación de más de 80 usuarios en FilmAffinity, y 3.4/5 de la votación de 25 usuarios en audiencia de Rotten Tomatoes.

### Serie de televisión
Protagonizada por el mismo Jean Pierre Agostini y la actriz Juliette Pardau, las grabaciones comenzaron el 22 de agosto de 2016.